# Château de Lescure
Le château de Lescure est un château situé sur un monticule dominant la vallée de Brezons sur la commune de Saint-Martin-sous-Vigouroux dans le Cantal.

## Description
Il comprend une tour rectangulaire de quatre étages, coiffée de mâchicoulis, avec un corps de logis ajouté au XVIIe siècle.

La tour, construite au XIe siècle, était accessible du premier étage par une échelle. Elle a été en partie détruite durant la guerre de Cent Ans, puis restaurée au XVe avec un étage de moins, telle qu'elle est actuellement.

## Historique
Appartenait pour une partie à la famille de Brezons, dont la duchesse d'Harcourt était héritière en 1668.
Pour une autre partie, elle a appartenu successivement aux familles de Gasc, puis à la famille de Bonnafos de Bélinay, jusqu'au mariage de Marguerite de Bonafos en 1714 avec Guillaume de Lastic-Vigouroux, seigneur de la Fontio, fils d'Annet II de Lastic.
Avait été acquis à titre de mortgage par Voltaire pour un prêt usuraire qu'il avait fait à M. de Lastic, acte qui fut annulé par une décision du parlement.

## Visites
- Gite et chambres d'hôte.